# Jean-Lou Chameau
Jean-Lou Chameau, né en 1953 en Normandie, est un ingénieur français, membre de l'Académie des technologies. Il est actuellement coordinateur du projet de l'Institut Polytechnique de Paris, un regroupement d'écoles d'ingénieurs de Paris.

## Biographie

### Études
Il est diplômé de l'École nationale supérieure d'Arts & Métiers (Li. 172). Il obtient ensuite un Mastère en sciences et un PhD en génie civil de l'Université Stanford.

### Parcours
En 1980, il est professeur de génie civil et directeur du programme de l'Université Purdue. En 1991, il est nommé directeur du département génie civil et environnement de Georgia Tech. Il est vice-président de Georgia Tech de juin 2001 à août 2006.
Le 1er septembre 2006, il devient président du California Institute of Technology (Caltech). Il succède ainsi à David Baltimore qui était président depuis 9 ans.
En mars 2009, il est nommé à l'Académie nationale d'ingénierie des États-Unis (National Academy of Engineering)  pour sa contribution à l'enseignement en ingénierie, à la géotechnique et aux politiques publiques, sur les plans national et international[réf. nécessaire]. Cette même année 2009, il est lauréat d'un doctorat honoris causa de l'École Polytechnique de Montréal, Canada.
En 2013, il devient président de l'Université des sciences et technologies du Roi Abdallah (King Abdallah University of Science and Technology KAUST) . Il quitte ce poste en 2017.

### Autres mandats échus
- Vice-président de Georgia Tech
- Président de Caltech
- Président de l'Université des sciences et technologies du Roi Abdallah (King Abdallah University of Science and Technology KAUST)[9].

### Distinction
- Chevalier de la Légion d'honneur [10]